# Microsoft DirectShow
DirectShow (DS, DShow, Quartz) je multimediální framework od firmy Microsoft, který se stal nástupcem frameworku Video for Windows (VfW).
Je založen na objektovém modelu COM. Moduly pro tento framework jsou tři typy filtrů – zdrojové, transformační a renderovací. Oproti VfW má mnohé výhody, např. možnost automatické konverze barevných modelů. Pro vývoj je nutno nainstalovat příslušné SDK (dnes součást Windows SDK, dříve v DirectX SDK). Framework je zpětně kompatibilní se svým předchůdcem VfW, jehož kodeky jsou zde obaleny filtrem AVI Decompressor. Součástí SDK je mimo jiné také nástroj GraphEdit, který umožňuje poskládat renderovací graf pomocí myši. Microsoft jej dnes označuje za zastaralý ve prospěch Media Foundation ze systému Windows Vista.

## Ukázka
Kostra dekodéru videa (transformační filtr):
```
class
 
CDBVDecoder
:
 
public
 
CVideoTransformFilter
,
 
public
 
IDBVDecoder

{

public
:

	
static
 
CUnknown
 
*
WINAPI
 
CreateInstance
(
LPUNKNOWN
 
punk
,
 
HRESULT
 
*
phr
);

	
STDMETHODIMP
 
NonDelegatingQueryInterface
(
REFIID
 
riid
,
 
void
 
**
ppv
);

	
DECLARE_IUNKNOWN
;

	
CDBVDecoder
(
LPUNKNOWN
 
punk
,
 
HRESULT
 
*
phr
);

	
HRESULT
 
CheckInputType
(
const
 
CMediaType
 
*
mtIn
);

	
HRESULT
 
GetMediaType
(
int
 
iPos
,
 
CMediaType
 
*
pmt
);

	
HRESULT
 
SetMediaType
(
PIN_DIRECTION
 
direction
,
 
const
 
CMediaType
 
*
pmt
);

	
HRESULT
 
CheckTransform
(
const
 
CMediaType
 
*
mtIn
,
 
const
 
CMediaType
 
*
mtOut
);

	
HRESULT
 
DecideBufferSize
(
IMemAllocator
 
*
pima
,
 
ALLOCATOR_PROPERTIES
 
*
pProperties
);

	
HRESULT
 
Transform
(
IMediaSample
 
*
pIn
,
 
IMediaSample
 
*
pOut
);

};

```